# Central tèrmica de Sant Adrià de Besòs
La Central tèrmica de Sant Adrià de Besòs és un edifici industrial situat al marge esquerre de la desembocadura del riu Besòs, entre els municipis de Sant Adrià de Besòs i Badalona, catalogat com a bé cultural d'interès local. Clausurada el 2011, actualment roman inactiva amb l'interior desmantellat.

## Història
Construïda per Copisa, és la quarta central elèctrica en aquest indret, després d'Energía Eléctrica de Cataluña, Badalona I i Badalona II. L'any 1973 es posà en funcionament el primer grup, l'any següent el segon i l'any 1976 el tercer.
Un obrer, Manuel Fernández Márquez, va morir per un tret de la policia en les protestes que hi va haver durant la construcció. Hi arribaren a treballar 900 persones, xifra que contrasta amb les 90 de l'any 2010. FECSA-Endesa va acordar el trasllat de la central, i el març de 2008 va rebre autorització per instal·lar una nova planta, el grup 5 de 800 MW, que substituïa els actuals grups 1 i 3 de la central. Les pluges negres originades per la central embrutaren durant dècades la roba estesa i els cotxes de Sant Adrià i Badalona. A més a més, el sistema de refrigeració de la central enviava aigua calenta al mar, fet que atreia peixos i convertia el lloc en un bon indret per a pescar.
El 2008, l'Ajuntament de Sant Adrià de Besòs va organitzar una consulta popular per a decidir si les Tres Xemeneies havien de seguir en peu, el que fou recolzat amb un 82%. Amb aquest resultat, es va comprometre a que la central seria conservada i convertida en un equipament. L'any 2010, Endesa va sol·licitar al Ministeri d'Indústria el permís per a tancar la central, i el 2012 va començar-ne el desmantellament, excepte les estructures de l'edifici de turbines i dels tres conjunts de caldera-xemeneia, declarats els anys 2016 i 2017 bé cultural d'interès local pels ajuntaments de Sant Adrià de Besòs i de Badalona.
La Fundació Endesa guarda en un fons històric a la Zona Franca milers de peces, 18.000 fotografies digitalitzades, 90.000 negatius i documentació de la central.

## Descripció
La central termoelèctrica de cicle convencional estava formada per tres grups de 350 MW cada un, dissenyats per a ser alimentats amb fuel-oil, tot i que dos dels grups van ser posteriorment adaptats al gas natural. Les xemeneies, de 90 m d'alçada, es troben just a sobre de les calderes, també de 90 m, i per tant, assoleixen una alçada total d'uns 180 m. Els últims 20 m de xemeneia, fins a un total de 200 m, van ser afegits posteriorment, i són clarament diferenciables de la resta per l'estructura metàl·lica. Aquest augment de 180 a 200 m va ser necessari perquè la capa d'inversió tèrmica es troba al voltant dels 170–190 m en la zona de l'àrea metropolitana de Barcelona.

### Esculls submarins
Un dels darrers passos en el procés de desmantellament de la central va ser la retirada dels tubs de refrigeració que s'endinsaven mar endins per captar aigua. Pràcticament totes les estructures visibles van ser desmuntades, però no les submergides. Durant les tasques prèvies de comprovació submarina, es va poder observar que les columnes i els pilars més antics, amb més de cent anys en alguns casos, havien estat extensament colonitzats per diferents espècies marines, i servien com a ecosistema de la biodiversitat de la zona.
Entre les espècies que es troben incrustades o viuen a les estructures existents hi ha algues brunes i calcàries, així com més de 500 espècies animals associades, ja siguin sèssils o fixes al substrat. S'hi poden trobar esponges de mar, hidroïdeus, briozous, poliquets, antozous, crustacis com ara cirrípedes, i fins i tot colònies de tunicats. Com a fauna mòbil hi ha estrelles de mar, eriçons i estrelles de mar amb potes i gran diversitat de crustacis. S'han observat nombroses postes de mol·luscs, pops i sèpies. Pel que fa als peixos s'han observat escórpores, tords roquers, castanyoles, donzelles, momes, bavoses variades, orades, serrans, fadrins, tacons, i besucs, entre d'altres. Tanmateix, donada la importància d'aquesta zona per les aus, s'ha proposat deixar el bloc de formigó que constituïa el capçal dels tubs de refrigeració com una illa per a l'estada de les aus marines. De fet ja s'ha observat tant exemplars de gavina corsa com de corb marí emplomallat.
Tota aquesta zona és l'escull artificial que a partir del 2017 gestionen els ajuntaments de Badalona i Sant Adrià, gràcies a un conveni entre Endesa, els dos ajuntaments i el Consorci del Besòs, el qual permet tirar endavant un projecte per a la conservació dels fons marí, la millora de la biodiversitat i la promoció de l'educació ambiental.

## Galeria

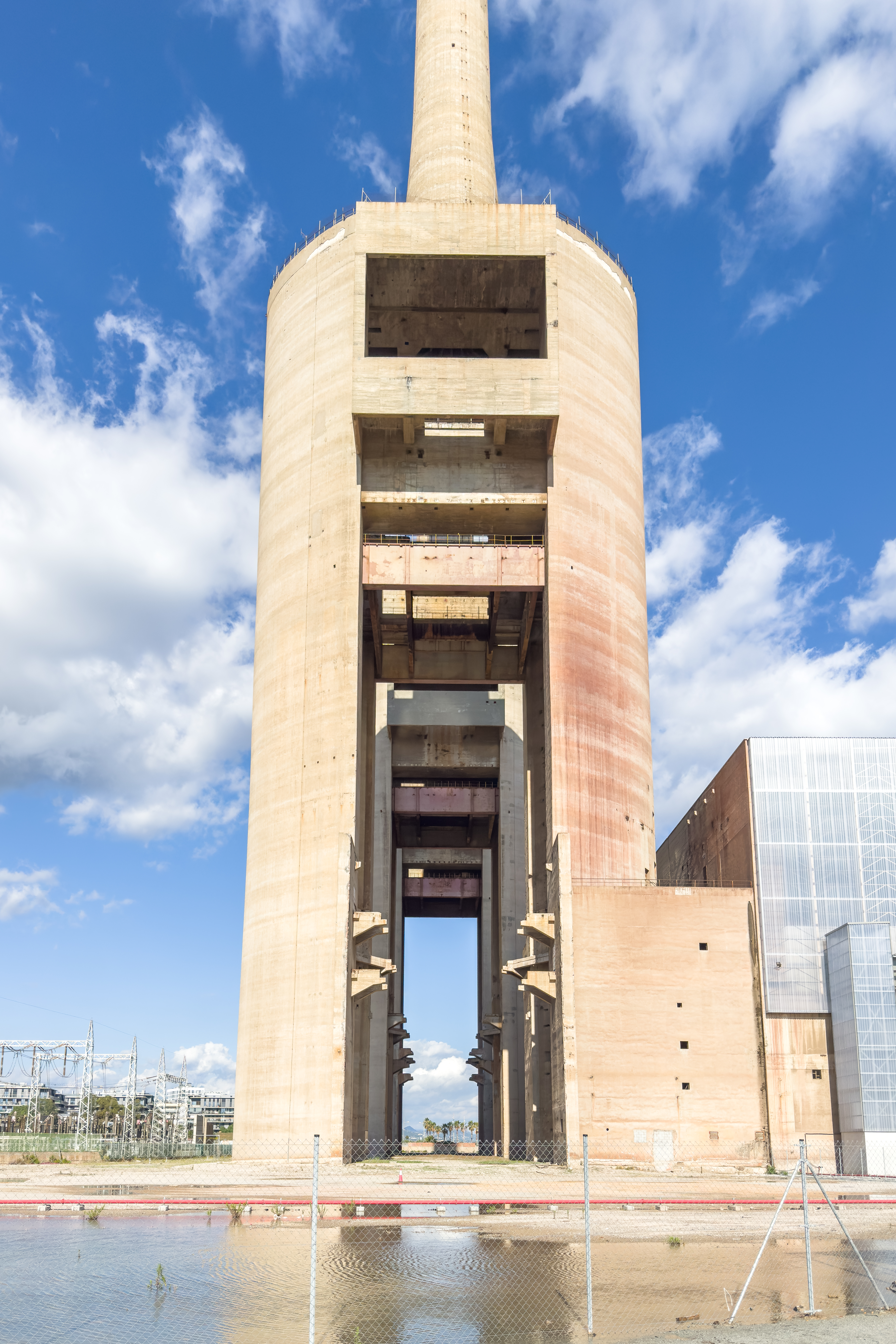
Exterior
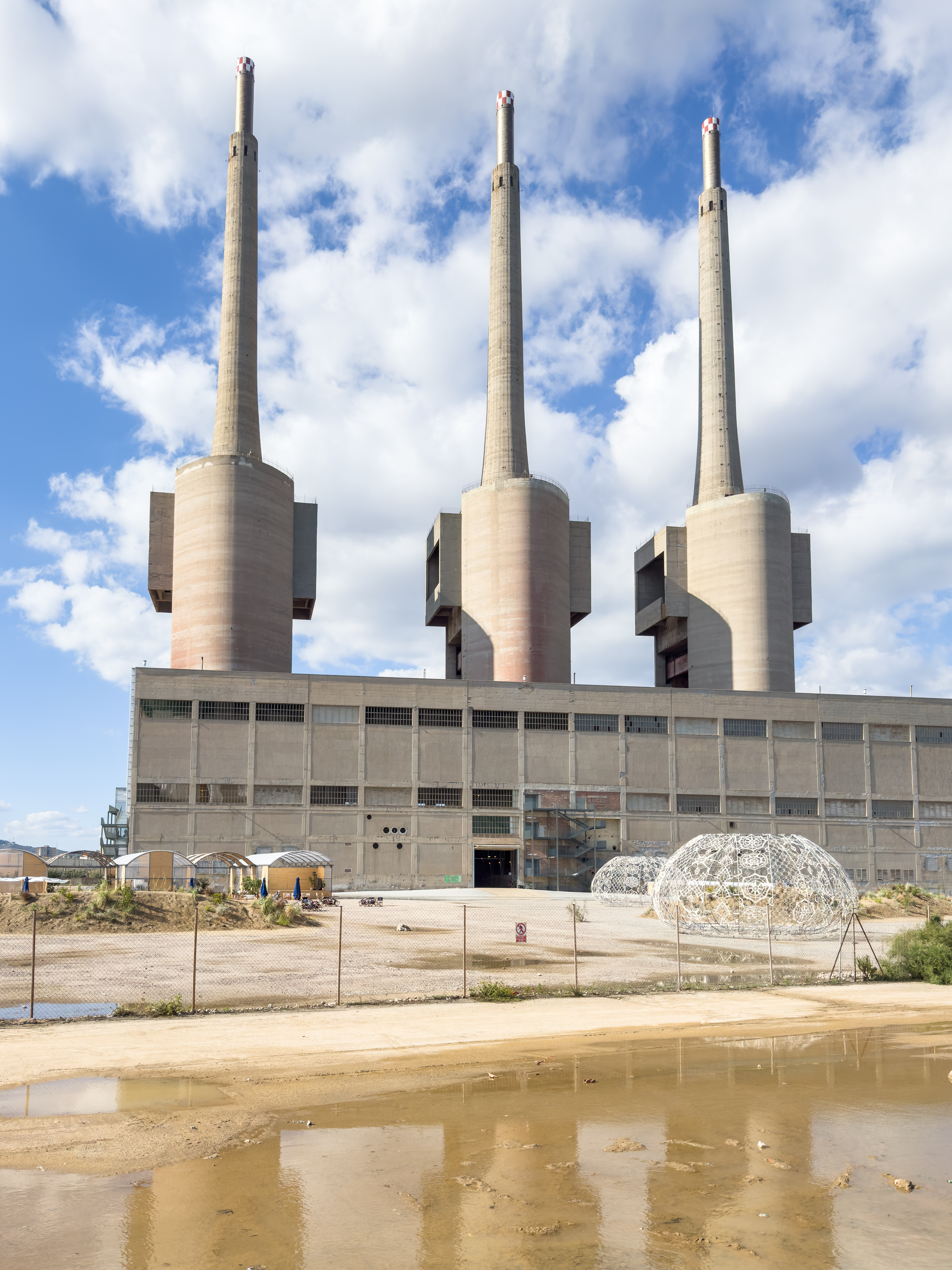
Manifesta biennal d'art
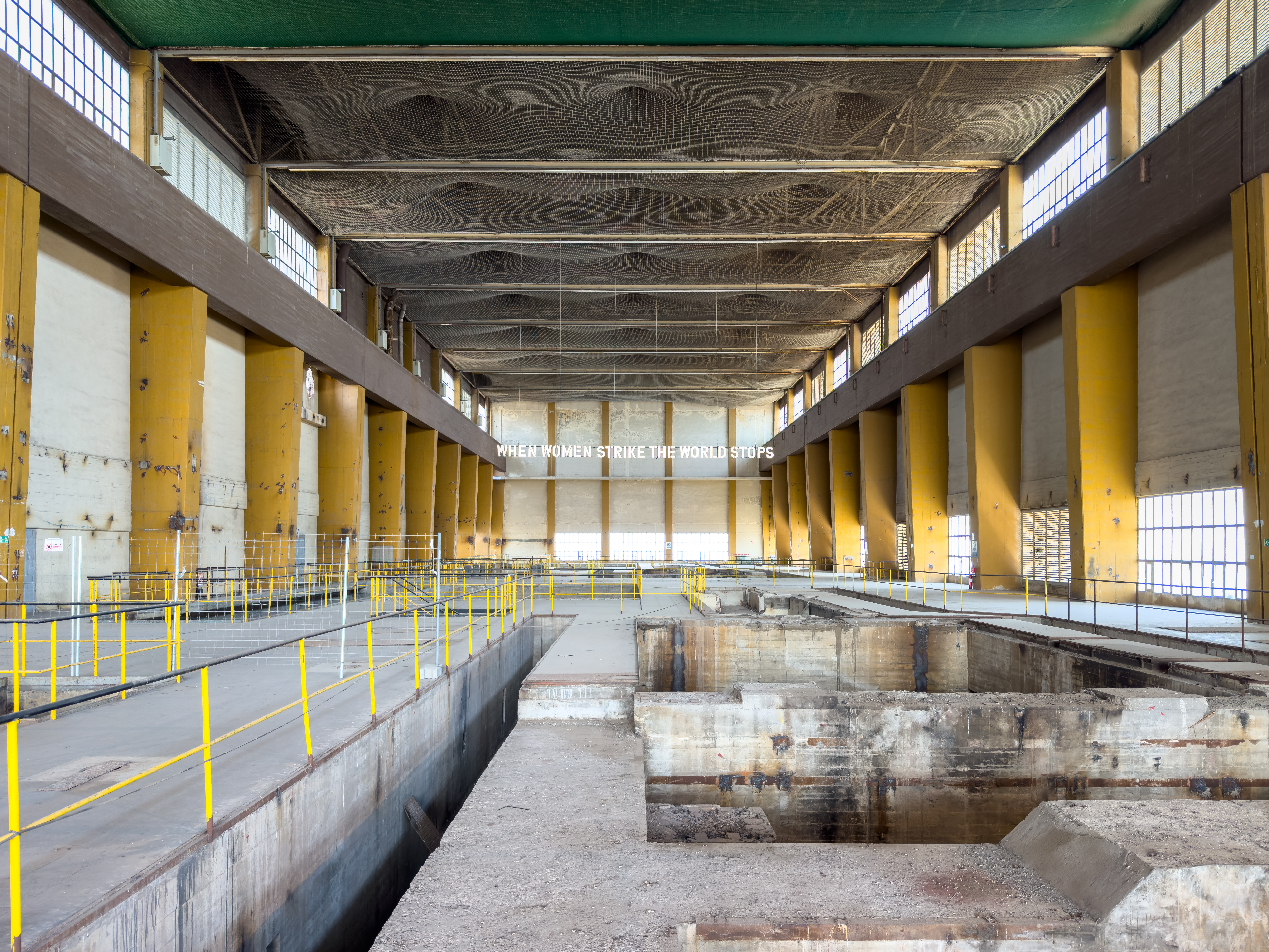
Manifesta biennal d'art
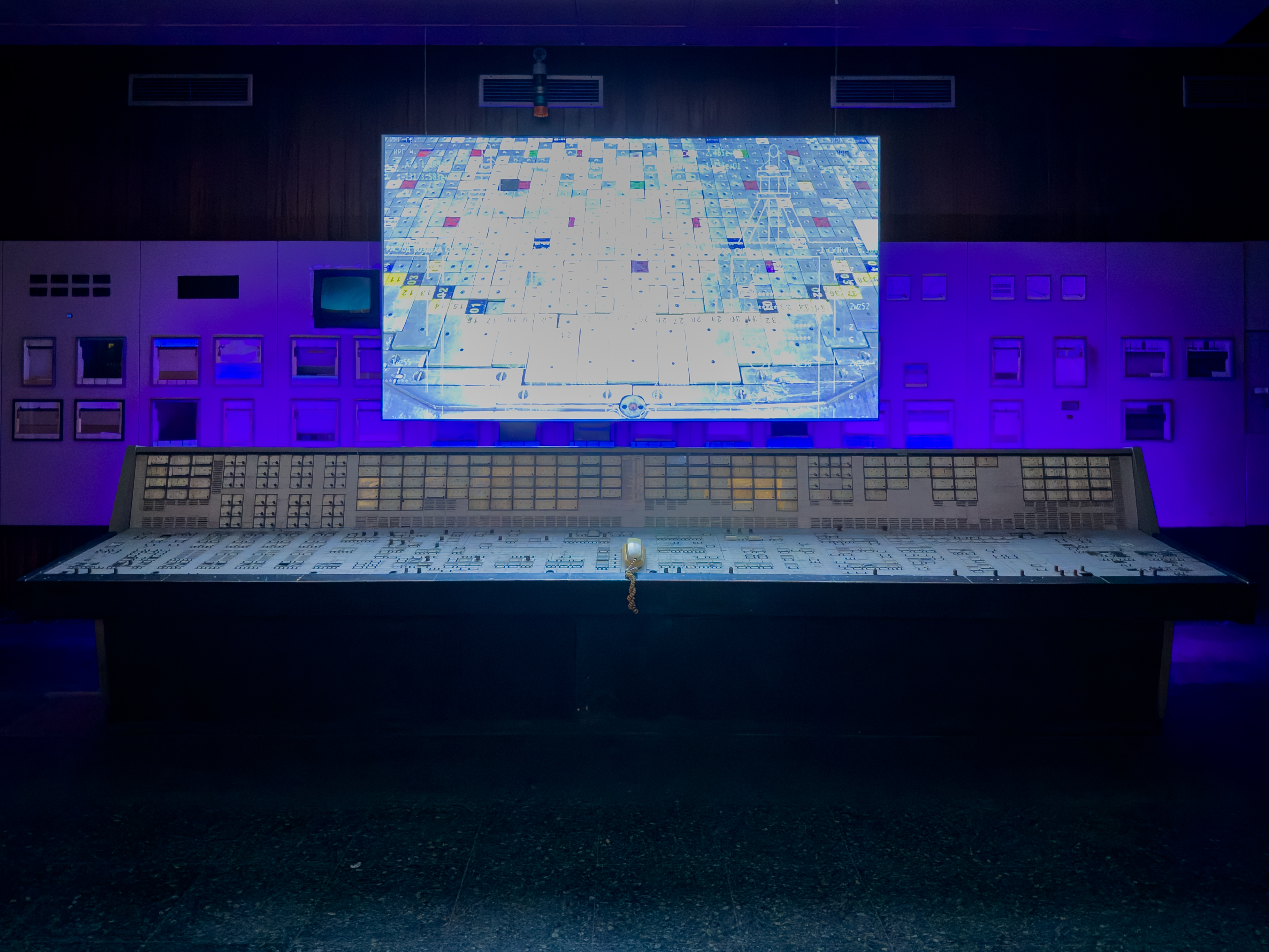
Manifesta biennal d'art